# Gordon-Conwell Theological Seminary

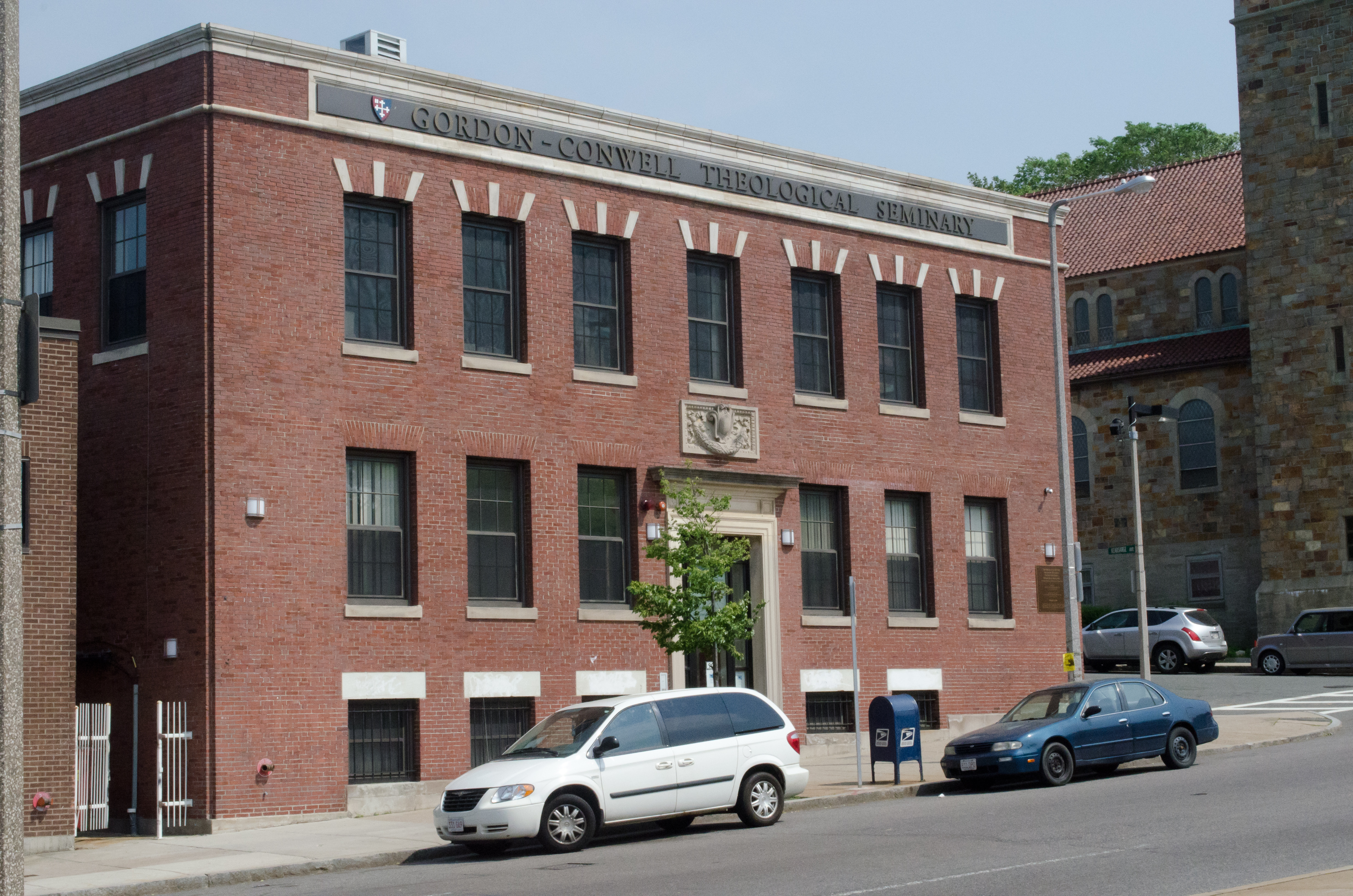
Das Gordon-Conwell Theological Seminary in Roxbury, Massachusetts

Das  Gordon-Conwell Theological Seminary (GCTS) ist ein unabhängiges, überkonfessionelles Theologisches Seminar, das eine baptistische Geschichte hat und auch im 21. Jahrhundert eine evangelikale Ausrichtung aufweist. Ziel der Ausbildung ist es, Menschen zu befähigen, theologisch gründlich zu arbeiten, um sich weltweit nach biblischen Maßstäben in allen Bereichen zu engagieren, damit das Reich Gottes vorankommen kann. Es bietet 60 Studienprogramme und Ausbildungsgänge in Theologie, praktischer Theologie, Beratung und Leiterschaft an. Im zweijährigen Masterprogramm werden Biblische Sprachen, Biblische Studien, Christlicher Dienst, Christliches Denken, Theologie, Kirchengeschichte und Interkulturelle Studien angeboten. Neben Englisch werden einige Ausbildungsmodule auch in spanischer und portugiesischer Sprache angeboten. Das Seminar ist bei der Association of Theological Schools in the United States and Canada (ATS) und der New England Association of Schools and Colleges (NEASC) akkreditiert.
Um das Jahr 2000 hatte das Seminar maximal 2137 Studenten, im Jahr 2020 waren 1489 und im Jahr 2023 waren 1334 Personen eingeschrieben; und es gab über 10000 Alumni.

## Geschichte
In Boston gab es im 19. Jahrhundert die Clarendon Baptist Church, in der Reverend Adoniram Judson Gordon (1836–1895) von 1869 bis 1895 als Hauptpastor tätig war. Etwa gleichzeitig leitete in Philadelphia der Anwalt Russell Conwell (1843–1925) den Grace Baptist Temple. Beide gründeten für junge Menschen, die in ihren wachsenden Städten lebten, eine geistliche Ausbildungsstätte für die Arbeit und den Dienst in Kirche und Mission. Es waren dies 1884 das Temple Program in Philadelphia und 1889 das Boston Missionary Training Institute. Gordon war es ein besonderes Anliegen, dass die für die Kirche Ausgebildeten zuerst der Welt Christus verkündigen und nahe bringen würden (englisch: The mission of the Church is not to bring the world to Christ. The mission of the Church is unquestionably to bring Christ to the world).
Das BMTI war zuerst 30 Jahre in Boston und in Newton eingemietet, danach finanzierte Martha Frost im Fenway-Quartier von Boston eine Liegenschaft. Der Studentenpfarrer James Higginbotham an der Gordon Divinity School motivierte Frederick Prince ein 1000 Acre großes Areal in Wenham zu kaufen, wo die Schule ab 1955 weiter ausgebaut und betrieben werden konnte. Nach der Seminarfusion von 1969 bestand das Gordon College noch weiter und verband sich 1985 mit dem Barrington College.
1969 fusionierten die Seminare Gordon Divinity School und Conwell Theological Seminary zum Gordon-Conwell Theological Seminary; dabei spielten die bekannten Pastoren Billy Graham und Harold Ockenga und der Geschäftsmann und Philanthrop J. Howard Pew eine wichtige Rolle.
Im 21. Jahrhundert wird das Seminar von ungefähr 1500 Studenten aus 85 verschiedenen Denominationen und aus 50 unterschiedlichen Ländern besucht. Im Jahr 2025 zählte die Fakultät 108 Dozenten, wovon 23 Professoren waren. Der Hauptsitz befindet sich in South Hamilton, und es gibt Außenstandorte in Boston (CUME), Charlotte, North Carolina und Jacksonville, Florida. Scott W. Sunquist ist seit 2019 Präsident des Seminars.

## Glaubensbekenntnis
Das Glaubensbekenntnis (englisch: Statement of Faith) des Seminars, wie das in den USA üblich ist, umfasst sieben kurze Artikel in der Tradition der frühchristlichen und reformatorischen Glaubensbekenntnisse. Die Bibel wird dabei als göttlich inspirierte, fehlerfreie Schrift angesehen. Der ewige Gott ist Schöpfer und Bewahrer aller Dinge, der sich im Vater, Sohn und Heiligen Geist offenbart hat. Die Menschen wurden nach dem Bild Gottes geschaffen, durch Ungehorsam gegenüber Gott sind sie abgefallen und geistlich gestorben. Nur Gottes Gnade, die sich in Jesus Christus inkarniert und gezeigt hat, kann sie retten und lebendig machen. Sein Tod am Kreuz diente der Sündenvergebung und Rechtfertigung, durch seine leibliche Auferstehung vertritt er die Menschen vor Gott. Dem Heiligen Geist geht es um die Ehre Gottes und die Heiligung der Menschen.

## Bekannte Lehrer und Professoren
- Elisabeth Elliot, Dozentin und Professor für Christliche Literatur
- Gordon Fee, Professor für Neues Testament
- Harold Ockenga, prägender Lehrer und Präsident des Gordon–Conwell Theological Seminary
- Haddon Robinson, Professor für Praktische Theologie und Leiter des Promotionsprogramms
- Eckhard J. Schnabel, Professor für Neues Testament[14]
- Timothy Tennent, Professor für Weltmission
- David Wells (* 1939), Professor für Theologie[15]

## Bekannte Absolventen
- Foley Beach (* 1959), anglikanischer Bischof
- Diana Butler Bass (* 1959), Historikerin
- Mark Dever (* 1960), Missionar, Pastor und Theologe
- Kevin DeYoung (* 1977), Theologe
- Gerald Ford (1913–2006), Berufsoffizier, Politiker und Präsident der USA 1974–1977
- Scott Hahn (* 1957), presbyterianischer Pastor bis 1986 und katholischer Hochschullehrer ab 1990
- Timothy J. Keller (1950–2023), Master of Divinity, presbyterianischer Pastor in New York City, Hochschullehrer und Bestsellerautor
- Woodrow M. Kroll (* 1944), Radiomacher
- William L. Lane (1931–1999), Neutestamentler und Hochschullehrer für biblische Studien
- Robert M. Price (* 1954), Master of Theological Studies, Theologe
- Phillip Sandifer (* 1959), Musiker und Schriftsteller
- Talbert W. Swan II (* 1965), Bischof der Church of God und Schriftsteller
- Gregory N. Todd (* 1961), Doctor of Ministry in Christian leadership, Kaplan eines Marinekorps
- Ben Witherington III (* 1951), methodistischer Theologe und Hochschullehrer
- Xiong Yan (* 1964), Doctor of Ministry, Pastor[16]